# Ansgar Preuß
Ansgar Preuß (* 18. Februar 1996 in Salzgitter) ist ein deutscher Eishockeytorwart, der seit der Saison 2019/20 bei den Hannover Scorpions aus der Oberliga Nord unter Vertrag steht.
Ansgar Preuß spielte von 2009 bis 2014 in der Jugend vom EC Hannover Indians. In den Saisons 2013/14 bis 2016/17 spielte er in der Oberliga Nord für die Hannover Indians. Zur Saison 2017/18 wechselte Ansgar Preuß in die DEL2 zum EC Bad Nauheim. Nach einem weiteren Jahr bei den Hannover Indians in der Oberliga Nord wechselte er 2019 zu den Hannover Scorpions. Er hat bei den Hannover Scorpions einen Vertrag bis 2021.